# Ernest Friederich

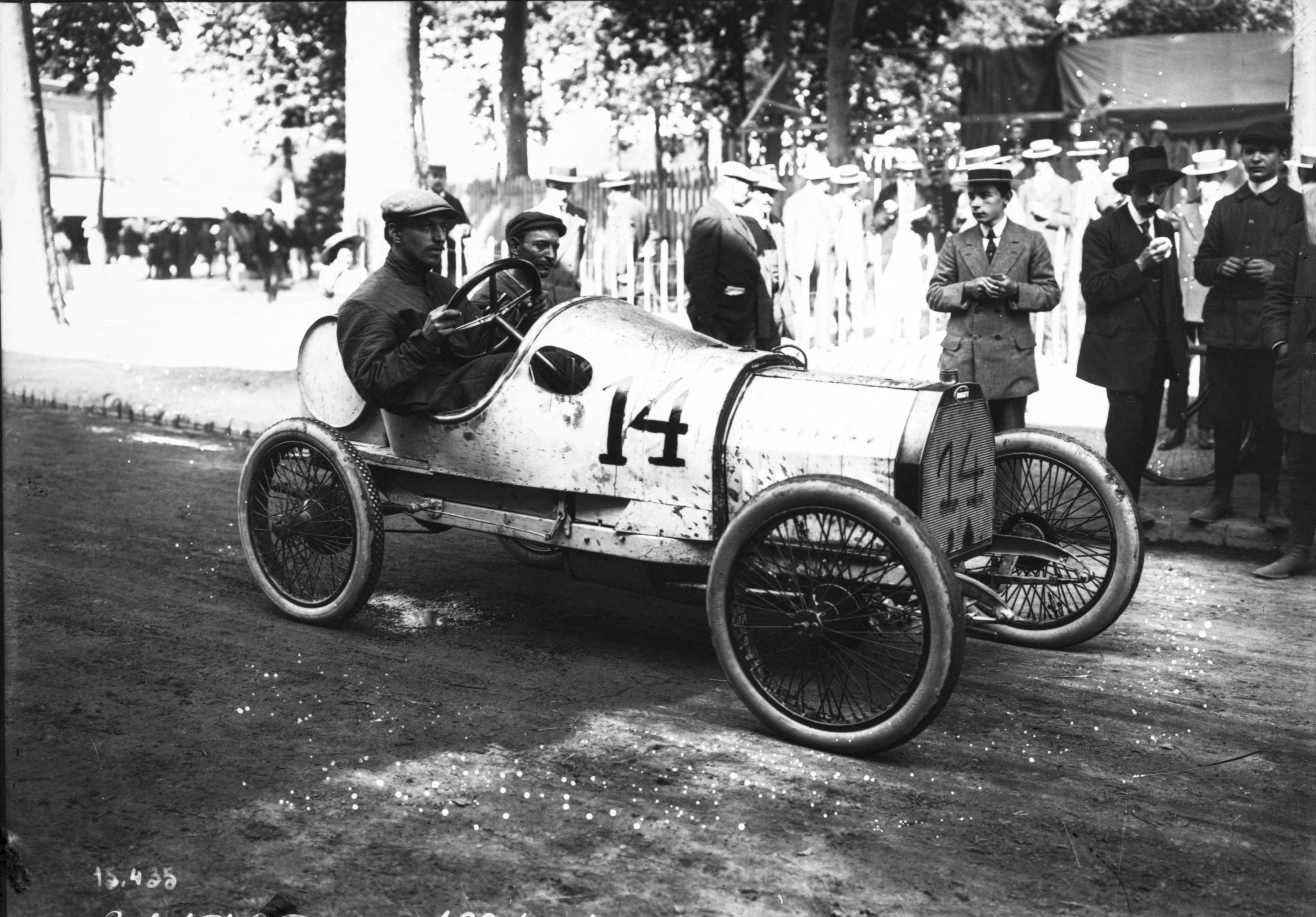
Ernest Friederich beim Großen Preis von Frankreich 1911.

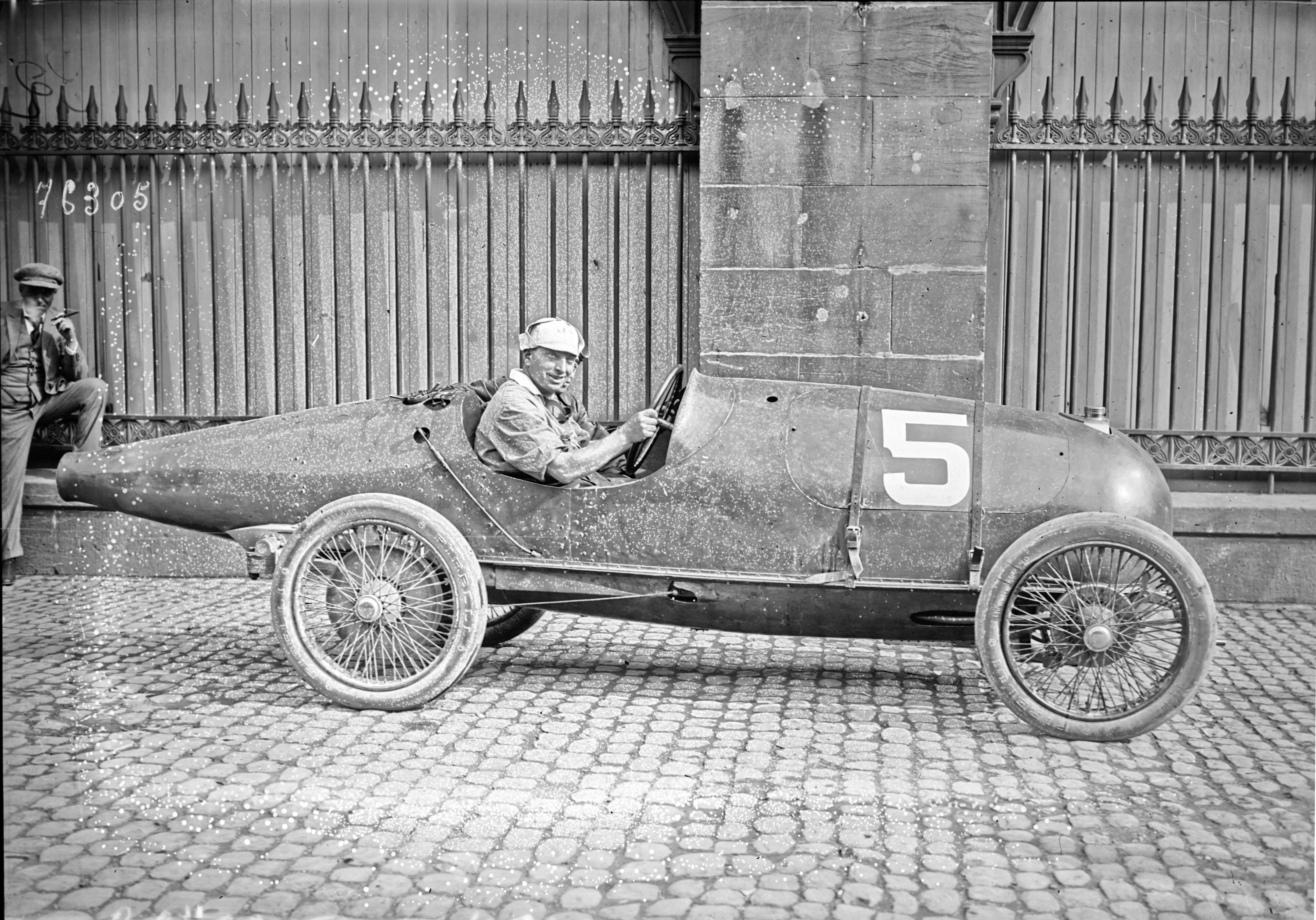
Friederich 1922 beim Großen Preis von Frankreich.

Ernest Jules Friederich (auch Ernest Friderich und Ernst Friedrich) (* 23. Oktober 1886 in Paris; † 22. Januar 1954 in Nizza) war ein französischer Automobilrennfahrer und Mechaniker.

## Karriere
Bei Émile Mathis in Straßburg arbeitete er mit Ettore Bugatti zusammen. 1910 war er Partner von Bugatti bei der Gründung von dessen Automobilfabrik in Molsheim im Elsass, wo eine Straße nach ihm benannt ist. Unterstützt wurden sie von de Vizcaya von der Darmstädter Bank. 
Bei den Indianapolis 500 im Jahr 1914 führte Friederich die ersten 125 Meilen. Nach 375 Meilen war er auf den dritten Platz zurückgefallen, als ein Kugellager an der Hinterachse defekt wurde. 1920 siegte er im Bugatti Type 13 beim VIII Coupe des Voiturettes in Le Mans und 1921 beim I Gran Premio delle Vetturette auf dem Circuito di Montichiari bei Brescia vor drei weiteren Bugattis – denen von Pierre de Vizcaya, Michele Baccoli und Piero Marco.
Mit einer Verkaufskonzession für Südfrankreich gründete Ernest Friederich 1923 in Nizza eine Autohandlung und engagierte Louis Chiron, der ihm die Autos von Molsheim nach Nizza fuhr.
Seine Tochter Renée Friederich (* 16. November 1911 in Lunéville; † 24. Februar 1932 in Pougues-les-Eaux) hatte ihre Fahrkünste von ihrem Vater auf den leichten flexiblen Bugatti gelernt. Sie starb bei der Rallye Féminin Paris – Saint Raphael, als sie in einer Kurve die Kontrolle über ihren Delage verlor. Sein Sohn Paul fuhr zwischen 1945 und 1947 auch Rennen.

## Statistik

### Le-Mans-Ergebnisse
| Jahr | Team                       | Fahrzeug        | Teamkollege          | Platzierung | Ausfallgrund  |
| ---- | -------------------------- | --------------- | -------------------- | ----------- | ------------- |
| 1932 | Count Stanisław Czaykowski | Bugatti Type 55 | Stanisław Czaykowski | Ausfall     | Ventilschaden |